# Cheilomenes
Genre
Cheilomenes est un genre d'insectes coléoptères prédateurs de la famille des coccinellidés. 

## Liste d'espèces
Selon BioLib (3 mai 2024) :
- Cheilomenes angulifera (Weise, 1900)
- Cheilomenes aurora Gerstäcker
- Cheilomenes angulifera (Weise, 1900)
- Cheilomenes aurora (Gerstäcker, 1871)
- Cheilomenes biguttata Weise, 1899
- Cheilomenes coccinelloides (Fürsch, 1961)
- Cheilomenes congoana Weise, 1905
- Cheilomenes copiosa Chazeau, 1986
- Cheilomenes crucigera (Thunberg, 1820)
- Cheilomenes dolens (Mulsant, 1850)
- Cheilomenes dorsalis (Olivier, 1808)
- Cheilomenes duodecimpunctata Fauvel, 1868
- Cheilomenes geisha (Gorham, 1901)
- Cheilomenes infirma (Mader, 1954)
- Cheilomenes kamerunensis (Mader, 1954)
- Cheilomenes lunata (Fabricius, 1775)
- Cheilomenes magnifica Fürsch, 2006
- Cheilomenes picticollis Gorham, 1901
- Cheilomenes polynesiae Crotch, 1874
- Cheilomenes pretiosa (Mader, 1956)
- Cheilomenes propinqua (Mulsant, 1850)
- Cheilomenes rufipennis Crotch, 1874
- Cheilomenes schmidti Fürsch, 2001
- Cheilomenes secessionis (Weise, 1905)
- Cheilomenes securigera (Mader, 1954)
- Cheilomenes sexmaculata (Fabricius, 1781)
- Cheilomenes signaticollis (Weise, 1898)
- Cheilomenes singularis (Mader, 1957)
- Cheilomenes sulphurea (Olivier, 1791)
- Cheilomenes tetrica Chazeau, 1986
- Cheilomenes triangulifera (Mulsant, 1850)
- Cheilomenes variiventris (Sicard, 1909)
- Cheilomenes vittata (Fabricius, 1792)
- Cheilomenes zonata (Weise, 1900)